# Barnhill (Jura)
Barnhill és una casa rural al nord de l'illa de Jura, a les Hèbrides Interiors. Es troba al lloc d'un assentament del segle xv anomenat Cnoc an t-Sabhail. El nom anglès, Barnhill, s'utilitza des de principis del segle xx. La casa la va llogar l'escriptor George Orwell que hi va viure de manera intermitent del 1946 fins al gener de 1949, període en què va està treballant en la novel·la 1984.
Segons la BBC, Orwell va estar-se a l'illa «per a escapar de la rutina diària del periodisme i per a trobar un entorn net que els metges pensaven que l'ajudaria a recuperar-se d'un atac de tuberculosi». Orwell va abandonar Jura el gener de 1949 per a rebre tractament en un sanatori de Cranham, a Gloucestershire, i mai no va tornar-hi.
Des de la mort d'Orwell el 1950, Barnhill ha esdevingut un lloc de visita per aquelles persones interesades en la seva obra. La casa de camp encara és propietat de la família que la va llogar a Orwell i disposa de quatre habitacions a disposició del públic.